# دالتون هيليارد
دالتون هيليارد (بالإنجليزية: Dalton Hilliard)‏ هو لاعب كرة قدم أمريكية أمريكي، ولد في 21 يناير 1964 في باترسون في الولايات المتحدة.

## وصلات خارجية
- دالتون هيليارد على موقع مرجع كرة القدم المحترفة.كوم (الإنجليزية)
- دالتون هيليارد على موقع كلية كرة القدم في سبورتس رفرنس.كوم (الإنجليزية)
- دالتون هيليارد على موقع قاعة لويزيانا للمشاهير الرياضية (الإنجليزية)